# 앨런 덜레스

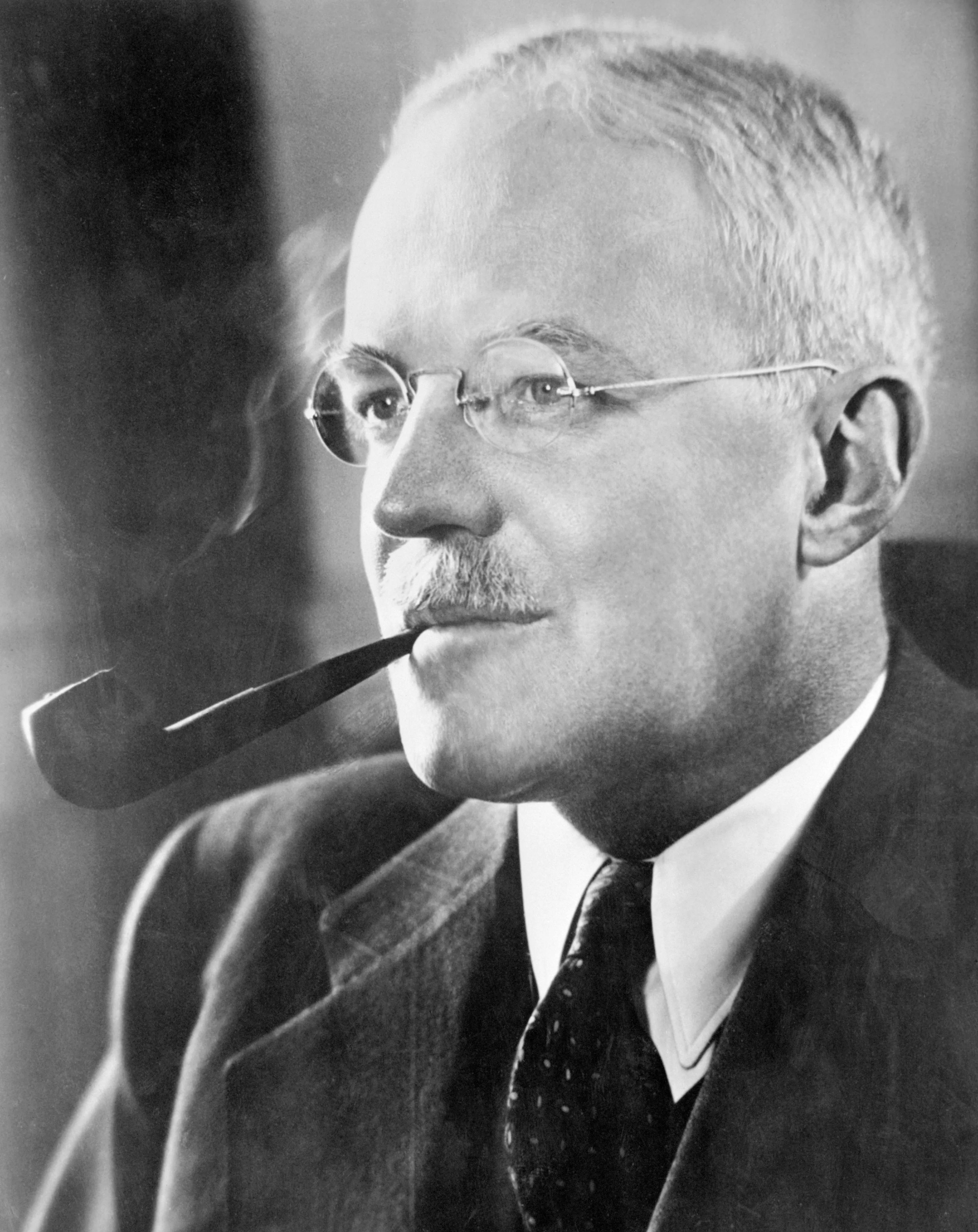

앨런 덜레스(1893년 4월 7일 – 1969년 1월 29일)는 미국의 외교관, 변호사다. 제5대 CIA 국장이다. 최초의 민간인 CIA 국장, 최장수 CIA 국장으로서, CIA의 아버지라고도 불린다.

## 어린시절
1893년 4월 7일 뉴욕시 워터타운에서 5남매 중 한 명으로 태어났다. 그의 5살 위 형인 존 포스터 덜레스는 드와이트 D. 아이젠하워 정부의 국무장관이다.
프린스턴 대학교를 졸업하고, 23세인 1916년 외교관이 되었다. 27세인 1920년 결혼하여 딸 둘과 아들 하나를 낳았다.

## CIA
1941년 10월 윌리엄 J. 도노반은 정보조정관(Coordinator of Information, COI)의 뉴욕 본부를 록펠러 센터 3603호에 만들고 앨런 덜레스에게 본부장을 맡겼다. 덜레스의 사무실은 영국 외무부 MI6 사무실의 바로 윗층이었다. 윌리엄 J. 도노반은 "미국 정보기관의 아버지"라고 불린다. 1942년 정보조정관 사무실은 미국 합참의장 산하의 전략사무국(OSS)으로 개명되었고, 이후에 미국 대통령 산하의 CIA가 되었다.

## 같이 보기
- 존 포스터 덜레스